# Trias oblonga
Trias oblonga är en orkidéart som beskrevs av John Lindley. Trias oblonga ingår i släktet Trias och familjen orkidéer. Inga underarter finns listade i Catalogue of Life.